# 유덴부르크
유덴부르크(독일어: Judenburg)는 오스트리아 슈타이어마르크주의 도시이다. 중세 시대에 상업과 교통의 요지로 발전하였다. 이 도시에 있는 높이 76m의 탑은 관광 명소이기도 하다. 제2차 세계 대전 당시에 소련군이 카자크를 학살했던 곳이기도 하다.